# Tropic Thunder
 Tropic Thunder és una pel·lícula estatunidenca dirigida per Ben Stiller, estrenada el 2008.

## Argument
Cinc actors treballen a la jungla en el rodatge d'una pel·lícula que té com a fons la guerra del Vietnam. Com que interpreten malament els seus personatges de soldats, el director decideix fer-los creure que realment estan en perill, tot filmant-los amb l'ajut de càmeres amagades als arbres. Però, desgraciadament, la jungla no és completament a disposició de l'equip de rodatge i no tot anirà com estava previst.

## Repartiment
- Ben Stiller: Tugg Speedman, actor de pel·lícules d'acció.
- Robert Downey Jr.: Kirk Lazarus, actor multioscaritzat australià que encarna un sergent afroamericà
- Jack Black: Jeff «Fat» Portnoy, actor especialitzat en comèdies vulgars i de mal gust
- Nick Nolte: John «Forn Leaf» Tayback, l'autor del llibre de la pel·lícula, "antic del Vietnam "
- Jay Baruchel: Kevin Sandusky, jove actor al costat de Tugg i Kirk
- Brandon T. Jackson: Alpa Chino, rapper negre d'èxit que comença una carrera d'actor.
- Steve Coogan: Damien Cockburn, el director anglès
- Danny McBride: Cody Underwood, el responsable dels explosius
- Tom Cruise: Els Grossman, el productor gras
- Bill Hader: Rob Slolom, l'ajudant de Les Grossman
- Matthew McConaughey: Rick «Pecker» Peck, l'agent i amic de Tugg
- Tyra Banks
- Jason Bateman
- Lance Bass
- Tom Hanks
- Jennifer Love Hewitt
- Kathy Hilton
- Martin Lawrence
- Tobey Maguire
- Maria Menounos
- Alicia Silverstone
- The Mooney Suzuki
- Christine Taylor: Rebecca
- Justin Theroux: Jan Jürgen
- Jon Voight

## Al voltant de la pel·lícula

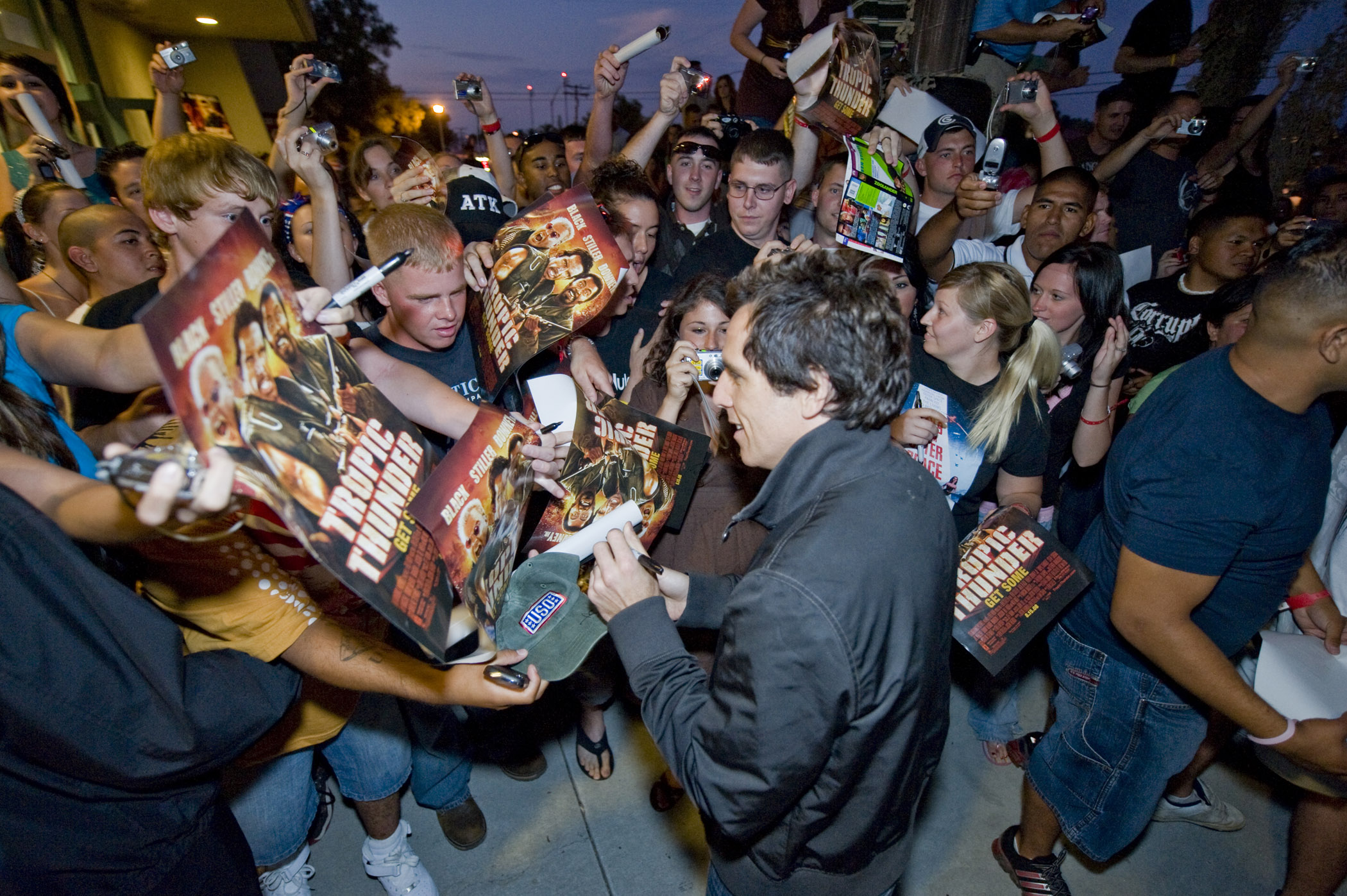
Ben Stiller signant autògrafs arran de la projecció del film (2008)

- Tropic Thunder és el quart llargmetratge dirigit per Ben Stiller.
- La idea de la pel·lícula prové Ben Stiller quan rodava Imperi del sol, dirigida per Steven Spielberg on tenia un paper secundari.
- Tom Cruise fa una actuació com a "calb i gras" a la pel·lícula, però els estudis es van negar a publicar les fotos que podrien xocar els seus seguidors; tanmateix, han aparegut a Internet. L'assumpte va ser portat a la justícia per impedir la seva difusió.
- L'actor Owen Wilson havia de participar en la pel·lícula com a estrella convidada. Desgraciadament, va ser obligat de renunciar al rodatge per l'hospitalització per un intent de suïcidi.[1]